# Іван Генералич
Іван Генералич (хорв. Ivan Generalić; 21 грудня 1914, с. Хлебіне, Австро-Угорщина — 27 листопада 1992, м. Копривниця, Хорватія) — хорватський художник-примітивіст.
Народився у селянській родині. З дитячих років самоучкою займався малюванням. Автор пейзажів, натюрмортів і сцен сільського життя. У 1930 році познайомився із професійним художником К. Хегедушичем, який дав йому низку порад з техніки живопису, ґрунтуванню полотна, роботі на склі. З 1931 року виставлявся у Загребі разом із майстрами групи «Земля». Продовжуючи займатися селянською працею, створив у 1930 році у рідному селі Хлебіне школу селянських живописців і став одним з найвідоміших у світі майстрів наївного мистецтва. У 1938 році у Загребі відбулася перша персональна виставка Генералича. У повоєнний час його персональні виставки проходили неодноразово у багатьох містах Югославії та в інших країнах. Генералич постійно брав участь у колективних виставках художників-примітивістів («наївних художників»). Його роботи виконані у техніці олії на полотні, дереві та склі, а також аквареллю.
Більша частина творів Генералича присвячена сільському побуту. Селянське життя постає у них побачене ніби зсередини. Це додає роботам художника дивовижну свіжість і безпосередність. Відсутність професійної виучки не заважає досягати яскравої експресії («Циганські свати», 1936, Загреб, Галерея примітивного мистецтва). У його роботах є й соціальна гострота («Реквізиція», 1934, Загреб, Галерея примітивного мистецтва), і своєрідний грубуватий гумор («Похорон Стефа Халачека», 1934, Загреб, Сучасна галерея). Простота, природність, розповідність у передачі одвічної селянської праці поєднуються із поетичною проникливістю у зображенні природи («Жнива», 1938, Загреб, Галерея примітивного мистецтва; «Збір листя», 1943, Загреб, приватне зібрання). Для робіт 1930-х років характерне винесення основної дії на перший план, у якому домінують фігури головних персонажів. Пози і жести динамічні і виразні. Маленькі фігурки позаду створюють відчуття глибини простору. Колір в цих картинах щільний, локальний, без відтінків.
У повоєнні роки у творах Генералича посилюються риси ліризму і казковості («Гра коней», 1956; «Рогатий кінь», 1961, обидва — Загреб, Галерея примітивного мистецтва). Художник часто дає більш відкрите і панорамне просторове рішення із меншою кількістю дійових осіб. Композиція стає декоративнішою, а колорит то висвітлено і збагачено тонкими кольоровими нюансами («Оленяче весілля», 1959; «Повінь», 1960, обидва — Загреб, Галерея примітивного мистецтва), то насичений і яскравий («Голуби», 1976, Загреб, Галерея примітивного мистецтва).
Вражає невичерпна фантазія майстра. Сюжети, взяті із повсякденного селянського життя, часом доповнюються будь-якою несподіваною фантастичною деталлю, що надає зображенню особливої гостроти («Риба у повітрі», «Журавлі», обидва — 1970, Загреб, Галерея примітивного мистецтва).
Творчість Генералича, який став уже у 1930-ті роки широко відомим живописцем, стала прикладом для інших югославських митців із народу, що склали яскравий і самобутній напрямок в образотворчому мистецтві своєї країни.